# Selb
Selb este un oraș din districtul Wunsiedel, regiunea administrativă Franconia Superioară, landul Bavaria, Germania. Se mândrește cu câteva manufacturi de porțelan renumite în întreaga lume.

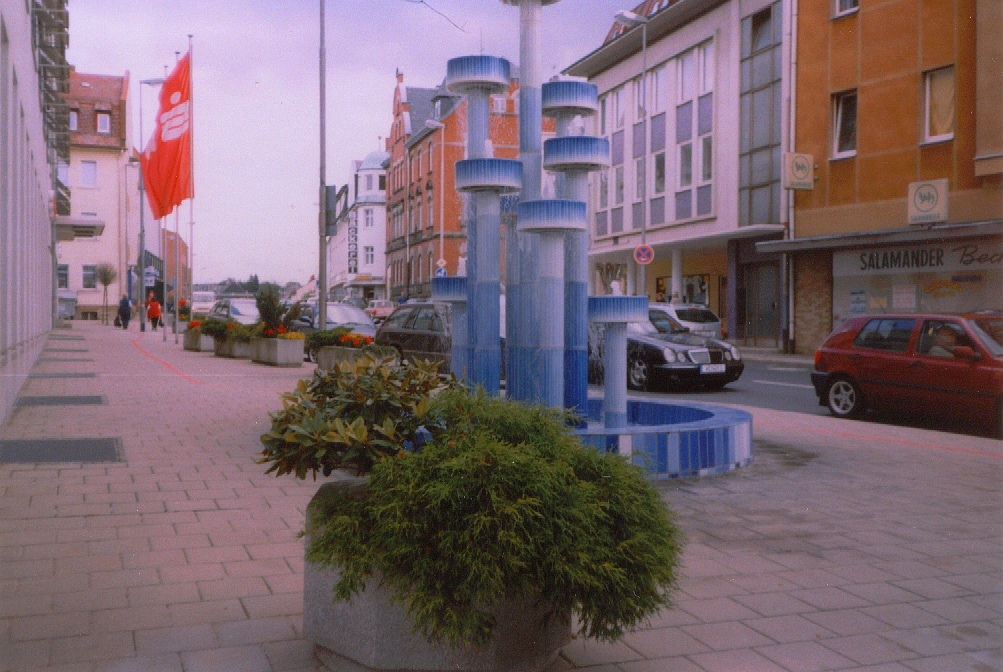
Selb
(Schillerstrasse)

## Date economice
- Industrie a porțelanului.